# 七劍
《七劍》即依據香港作家梁羽生所撰寫的武俠小說《七劍下天山》為基礎，再進行改編的電影作品，由徐克執導，劉家良任動作指導，於2004年9月在中國新疆開鏡拍攝，主要演員包括黎明、甄子丹、楊采妮、劉家良、金素妍等。另外，本片在第62屆威尼斯影展裏，獲選成為開幕影片的香港電影。

## 概述
故事劇情描述滿清皇帝所頒佈的「禁武令」，引發起武林俠客及庶民百姓的莫大浩劫，導致武林上部份爭名奪利之徒，藉此聖諭任意塗害生靈。整個舞臺分別在新疆維吾爾自治區烏魯木齊市，以及吐魯番地區鄯善縣取景，亦曾遠赴天山山脈拍攝，營造武俠世界廣闊浩瀚的感覺。

## 劇情簡介
1660年間，滿清雖已入關內，但武林中原仍有不少反抗勢力存在著，宛如芒刺在背一般。為此，滿清親王哆格多傳達皇上聖諭「實施天下禁武令，凡庶民習武者，斬立決」的命令，並派遣前朝降清高手風火連城，奉命剿殺各地違背「禁武令」的武林人士。但是，風火連城為貪圖一顆人頭三百兩的懸賞，非但不止圍捕武林人士，還四處濫殺無辜，竟連老人及小孩都不放過，只為多賺取些賞金。
此時，路見不平的武林俠客傅青主，又再度暗中偷取死屍上的姓名木牌，破壞屠殺現場，繼而與十二門將正面交鋒。然而，傅青主眼見人多勢眾的情況之下，也只能避免直接衝突，唯有往城外逃離。怎料，正巧路過的武元英也被十二門將之一的山指盤問，幸好傅青主捨命現身相救，讓她才得以保命，但他也身受重傷。武元英感念傅青主的救命之恩，唯有將他帶回位於西北邊陲的武莊療傷。
武莊裏，表面上居住著一批莊稼庶民，實則是反清組織天地會分舵的所在地點。怎料，天地會分舵二當家丘東洛一眼認出眼前身受重的傅青主，當年乃是前明朝刑部千戶大人，甚至於風火連城還曾聽命於他。原來，傅青主亦了解當年的胡作非為，如今已痛改前非，只想捨命救人。然而，天地會分舵大當家為調查真相，避免錯殺無辜
，將傅青主關入馬棚內，並吩咐韓志邦監管他的行動。
當晚，武元英說服韓志邦協助搭救傅青主逃離武莊，以報答他的救命恩情。但是，身受重傷的傅青主反倒不關心自己的傷勢，反而擔心起武莊居民的安危，並說服武元英韓志邦兩人，朝向天山請求晦明大師協助。天山山巔上，晦明大師棄塵世而深居數十年成鑄劍宗師，鑄成七把寶劍；晦明大師在聽到武元英述說「禁武令」引起的災難後，乃命令旗下弟子，楚昭南、楊雲驄、辛龍子與穆郎四人，隨傅青主、武元英和韓志邦下山相助武莊居民，並把畢生修為鑄煉成的七把寶劍，分別贈予七人。
此後，這一批從天山而下的七人，憑著受贈的七把寶劍，展開了「七劍下天山」的武林傳奇。
七劍下山後，及時殺退了風火連城的大軍，只有一將能活命返回天門屯。傅青主知道風火連城必會再率大軍進犯，於是親自帶武元英與韓志邦來到天門屯，與風火連城談判，暗中讓其餘四人潛入天門屯，毀壞風火連城的軍隊補給，以拖延他的進軍時間。過程中瓜哥洛在其中被楚昭南殺害，綠珠也被帶走。
物資的損失與綠珠的消失讓風火連城怒不可遏，即刻發兵要殲滅武莊。而武莊已不安全，傅青主讓武莊村民立即撤離，由七劍與天地會成員護送。然而在路途中，韓志幫等人發現車隊内有內奸，沿路留下記號曝露隊伍行蹤。由於綠珠是唯一外人，武莊村民便將懷疑指向她，唯獨楚昭南出身力挺。為找出內奸大隊到山洞暫避，而此時六劍發現綠珠负傷回來。原來綠珠說出風火連城在天門屯有一密室，內中存放他的所有錢財，如過能將之盜出，必能使風火連城急忙撤軍回防。然而風火連城卻早設下重兵埋伏，楚昭南為護綠珠而失手被擒，只有綠珠逃脫。在通知其楚昭南在天門屯被抓後，綠珠傷重不治，六劍到天門屯想帶回他，不料風火連城以由龍劍威逼下，六劍决定以武力取回他。
在他們奪去風火連城軍隊的大炮後，擊退了其大軍，楊與楚和風火連城決一死戰後，風被殺，當他們去與劉郁芳會合後，才知道除了小孩和劉外，其他人已被内奸丘東洛殺害，而劉因天性怕血，在殺死丘後瘋了起來，經韓安慰後回復正常。
然而禁武令還存在，他們付出的努力能使中原安定下來嗎？

## 人物角色
| 角色名稱         | 演員                       | 備註 |
| ---------------- | -------------------------- | --- |
| 楊雲驄           | 黎明                       | 天山派二弟子。青干劍【防守】，桀傲不遜、千錘百鍊，晦明大師只鑄煉好一邊劍刃，與由龍劍靠近時會產生磁力。                                                       |
| 楚昭南           | 甄子丹                     | 天山派大弟子。由龍劍【進攻】，鋒利無比，劍格為雕有龍紋的球狀體，內含一珠，揮動時會發出鈴鐺般聲響，與青干劍靠近時會產生磁力。                                 |
| 傅青主           | 劉家良（粵語配音: 周志輝） | 明朝遺臣。莫問劍【智慧】，本為傅青主為官時的配劍，在悔悟後丟棄，晦明大師將其重新鑄煉後再還予傅青主，以「莫問前塵有悔，但求今生無愧。」點化。                 |
| 武元英           | 楊采妮                     | 武莊居民。天瀑劍【平衡】，劍刃為雙頭，可在劍柄中向兩端任意滑動，必須按住劍柄上的小孔才能將劍刃固定，活用可出奇不意的攻擊。                                   |
| 韓志邦           | 陸毅                       | 武莊居民，劉郁芳的男友。舍神劍【堅毅】 ，重劍，為晦明大師隱居天山後鑄煉的第一把劍，可劈山開石。                                                              |
| 辛龍子           | 戴立吾                     | 天山派三弟子。競星劍【犧牲】，為一對短劍，兩把劍柄內都有鋼索，讓持劍者可似飛刀般擲出攻擊後再收回。                                                           |
| 穆郎             | 周群達                     | 天山派四弟子。日月劍【希望】，為一長一短的子母劍，子劍可收納入母劍的劍柄中，兩劍的劍格可互相吸附，持母劍時更可將子劍滑動至母劍頂端並旋轉，如血滴子般的攻擊。 |
| 晦明大師         | 馬精武（粵語配音: 黃毓民） | 鑄劍高人，天山派宗師 |
| 劉精一           | 白彪                       | 武莊居民，天地會分舵大當家 |
| 丘東洛           | 戚冠軍（粵語配音: 廖啓智） | 武莊居民，天地會分舵二當家，滿清內奸 |
| 貫三刀           | 黃鵬                       | 武莊居民，天地會分舵成員 |
| 劉郁芳           | 張靜初                     | 武莊居民，劉精一的女兒 |
| 張華昭           | 張超                       | 武莊居民，劉郁芳的學生 |
| 哆格多           | 王敏德                     | 滿清親王 |
| 仇萬澤／風火連城 | 孫紅雷（粵語配音: 高翰文） | 天門屯城主，十二門將首領 |
| 綠珠             | 金素妍                     | 高麗奴隸，風火連城的寵姬 |
| 瓜哥洛           | 陳佳佳（粵語配音: 關寶慧） | 十二門將。彎刀 |
| 窖刺             | 劉明哲                     | 十二門將。袖砲 |
| 寺一郎           | 李海濤                     | 十二門將。武士刀 |
| 傘子             | 姜廣金                     | 十二門將。鐵烙傘 |
| 禿獅             | 謝彰                       | 十二門將。飛龍盾 |
| 山指             | 王文志                     | 十二門將。弩 |
| 毛郎             | 張杰                       | 十二門將。郎旗刀 |
| 石獸             | 唐騰飛                     | 十二門將。手鉤，腳鉤 |
| 土行             | 劉振寶                     | 十二門將。捕獸器 |
| 三根             | 林海斌                     | 十二門將。三叉鎲 |
| 黑酒             | 郭鳳強                     | 十二門將。巨鎚 |
| 梆木子           | 賈琨                       | 十二門將。鏈刀 |

## 各地電影分級制度
| 國家／地區 | 級別 |
| ---------- | ---- |
| 香港       | IIB  |
| 台灣       | 輔   |
| 新加坡     | NC16 |
| 馬來西亞   | 18SG |

## 獎項
| - 第42屆金馬獎 - 「最佳改編劇本獎」：徐克、張志成、秦天南 - 「最佳攝影獎」：姜國民 - 「最佳視覺效果獎」：Peter Webb - 「最佳美術設計獎」：黃家能 - 「最佳造型設計獎」：潘穎茵、陳顧方 - 「最佳音效獎」：Steve Burgess、何威 - 第25屆香港電影金像獎 - 「最佳電影獎」 - 「最佳導演獎」：徐克 - 「最佳女配角獎」：張靜初 - 「最佳攝影獎」：姜國民 - 「最佳剪接獎」：林安兒 - 「最佳美術指導獎」：黃家能 - 「最佳服裝造型設計獎」：潘穎茵、陳顧方 - 「最佳動作設計獎」：劉家良、董瑋、熊欣欣 - 「最佳原創電影音樂獎」：川井憲次 - 「最佳音響效果獎」：Steve Burgess、何威 - 「最佳視覺效果獎」：Peter Webb - 另類紀錄：最多提名但全軍覆沒的電影 | - 第42屆金馬獎 - 「最佳動作設計獎」：劉家良、董瑋、熊欣欣 - 第11屆香港電影金紫荊獎 - 「年度十大華語片」 - 第12屆香港電影評論學會大獎 - 「推薦電影」 |

## 原聲帶曲目
1. 七劍下山
2. 屠殺樂章
3. 血濺小溪
4. 長白山來客
5. 天火現世/開山靜音
6. 公審與圍城
7. 滿目蒼夷
8. 世上美好事
9. 相會黑靈殿
10. 望鄉/霧鎖對峙
11. 放馬
12. 死前帶信
13. 地獄火海
14. 劍如山，氣如虹
15. 青幹難斷，情緣易了
16. 人間有正氣
17. 七劍戰歌

## 外部連結
- 開眼電影網上《七劍》的資料（繁體中文）
- 豆瓣电影上《七劍》的資料 （简体中文）
- 时光网上《七劍》的資料（简体中文）
- AllMovie上《七劍》的资料（英文）
- 爛番茄上《七劍》的資料（英文）
- 香港影庫上《七劍》的資料（繁體中文）
- 互联网电影数据库（IMDb）上《七劍》的资料（英文）